# Michel Proulx

Wappen von Michel Proulx

Michel Proulx OPraem (* 11. Oktober 1962 in Saint-Lambert, Québec) ist ein kanadischer Ordensgeistlicher und römisch-katholischer Bischof von Bathurst.

## Leben
Michel Proulx trat der Ordensgemeinschaft der Prämonstratenser bei und legte am 6. Juni 1983 die feierliche Profess ab. Er studierte Theologie an der Universität Montreal sowie biblische Philologie und Theologie an der Université catholique de Louvain, an der er das Lizenziat in Theologie erwarb. Am 22. April 1990 empfing er das Sakrament der Priesterweihe.
Nach der Diakonenweihe 1989 war er bis 1992 in der Prämonstratenserpfarrei Saint-Constant im Bistum Saint-Jean-Longueuil in der Pfarrseelsorge, insbesondere in der Taufseelsorge tätig. Anschließend studierte er Psychologie am Institut de Formation Humaine Intégrale de Montréal und von 1992 bis 1996 Theologie an der Universität Montreal, an der er zum Dr. theol. promoviert wurde. Von 1989 bis 2008 war er Novizenmeister und von 1990 bis 2023 Verantwortlicher für die Förderung der Seelsorge in seinem Ordenskonvent Saint-Constant. Von 1992 bis 1996 und erneut 2023 gehörte er dem Priesterrat des Bistums Saint-Jean-Longueuil an. Von 1999 bis 2013 und von 2021 bis 2023 lehrte er biblische Theologie am theologischen Institut des Priesterseminars in Montreal. Von 2002 bis 2012 entwickelte er eine Reihe von Radiosendungen zur Einführung in die biblische Theologie. Ab 2007 lehrte er Bibelkunde am gemeinsamen Noviziat in Montreal und von 2008 bis zu seiner Ernennung zum Bischof war er Prior der Prämonstratenser in Québec. Er gehörte von 2009 bis 2012 der Ökumenekommission des Bistums Saint-Jean-Longueuil an. Er war Mitglied der theologischen Kommission und später Präsident der Kanadischen Ordensleutekonferenz. 2012 bis 2018 gehörte er der internationalen Kommission der Prämonstratenser für die Aus- und Weiterbildung an. Von 2014 bis 2020 lehrte er an der theologischen Fakultät des Pastoralinstituts der Dominikaner in Montreal und ab 2021 war er Diözesanverantwortlicher für die Bibelarbeit im Bistum Saint-Jean-Longueuil.
Papst Franziskus ernannte ihn am 28. Oktober 2023 zum Bischof von Bathurst. Der Erzbischof von Moncton, Guy Desrochers CSsR, spendete ihm am 25. Januar des folgenden Jahres in der Kathedrale von Bathurst die Bischofsweihe. Mitkonsekratoren waren dessen Amtsvorgänger Valéry Vienneau sowie sein Vorgänger als Bischof von Bathurst und Bischof von Nicolet, Daniel Jodoin.